# 八里堂站
八里堂站是洛阳轨道交通2号线的地铁车站，位于中华人民共和国河南省洛阳市洛龙区龙门大道与伊洛路交叉口，为2号线南端终点站，于2021年12月26日开通。

## 车站结构

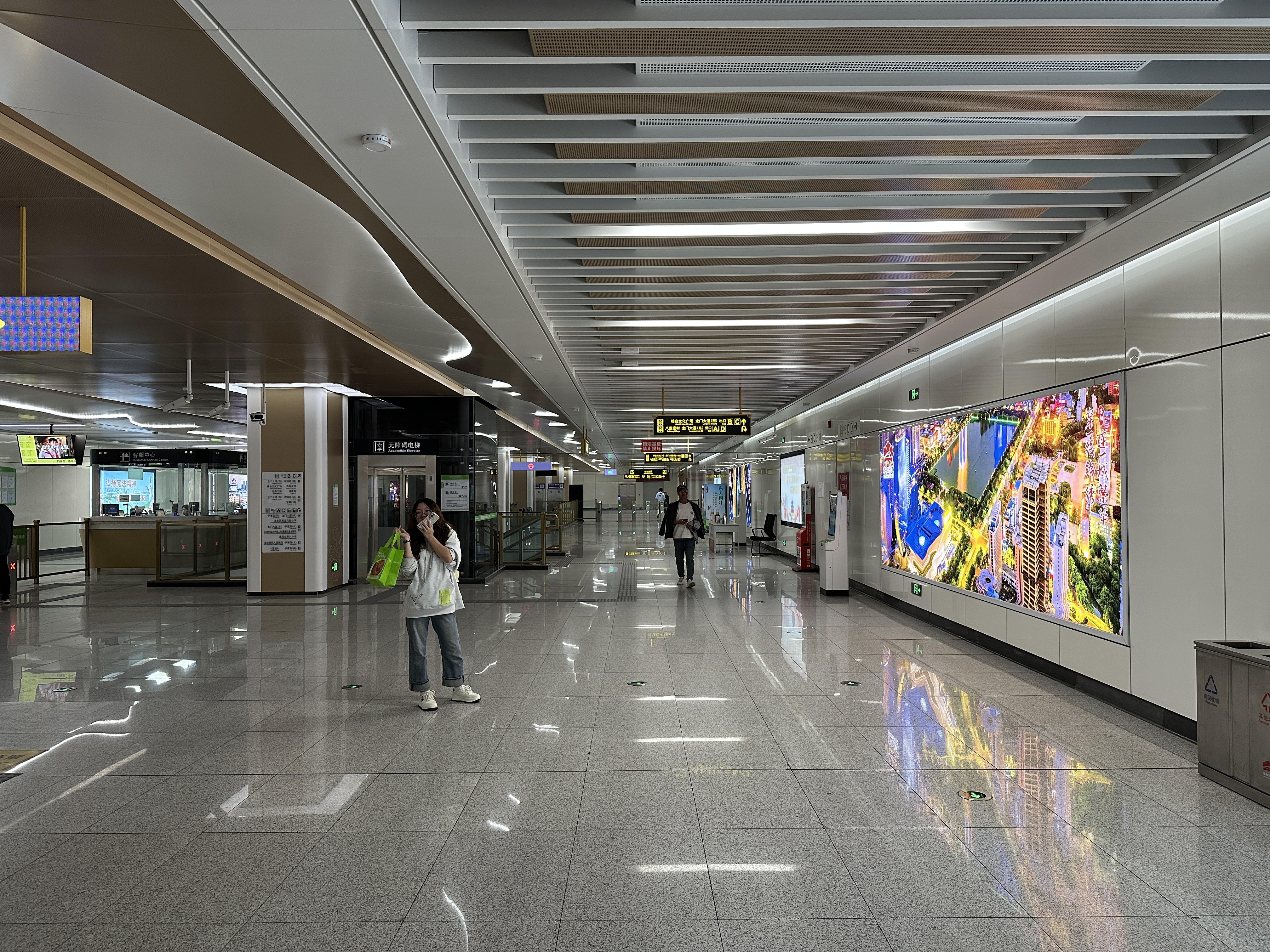
站厅

八里堂站位于龙门大道与伊洛路交叉口，沿伊洛路东西向敷设，车站全长534.16米，标准段宽21.9米，为地下二层岛式站台车站，车站地下一层为站厅层，地下二层为站台层，站台设置全高站台门。车站西侧设有一条单渡线，东侧设有两条出入段线，连通刘富村车辆基地。
| 地面              | 出入口 | A、B、C、D出入口                                                                                |
| 地下一层          | 站厅   | 客服中心、自动售票机、验票机                                                                    |
| 地下二层          | 站台   | \| \| \| █ 2号线往二乔路（龙门高铁站） \| \| 島式 · 開左邊车门 \| \| \| \| \| \| █ 2号线落客 \| |
|                   |        | █ 2号线往二乔路（龙门高铁站）                                                                   |
| 島式 · 開左邊车门 |        |                                                                                                 |
|                   |        | █ 2号线落客                                                                                     |

## 出入口
本站目前开放4个出入口，各出口及周围设施如下所示：
| 出口编号            | 照片 | 地点                         | 可到达目的地                                     |
| ------------------- | ---- | ---------------------------- | ------------------------------------------------ |
| A · 出口            |      | 龙门大道（东），伊洛路（南） | 洛龙区第五实验小学                               |
| B · 出口            |      | 龙门大道（西），伊洛路（南） | 香栀花园，锦台文化广场，通衢路，定鼎门街         |
| C · 出口 · （设有） |      | 龙门大道（西），伊洛路（北） | 定鼎门街                                         |
| D · 出口 · （设有） |      | 龙门大道（东），伊洛路（北） | 河南科技大学第二附属医院洛龙医院，洛阳市第八中学 |
| E · 1 · 出口        |      | 伊洛路（北）                 | 洛阳新区人民医院（暂未开通）                     |
| E · 2 · 出口        |      | 伊洛路（南）                 | 八里堂村（暂未开通）                             |
| 图例： 设有         |      |                              |                                                  |

## 接驳交通

### 公交车
- 龙门大道伊洛路口：42路、53路、60路、80路、80路区间、81路、89路、99路、113路、118路、505路北线、808路、888路、伊滨区2号线、文旅专线、万安山专线
- 伊洛路龙门大道口东：80路区间、伊滨专线

## 历史
车站建设时期工程名为龙门大道站，2021年4月，经公示确定以八里堂站作为车站正式名称。
- 2019年5月31日，车站主体结构封顶[4]。
- 2021年12月26日，车站随2号线的开通而启用[1]。